# Johann Caspar Vogler
Johann Caspar Vogler (Hausen, 23 mei 1696 - Weimar, 3 juni 1763) was een Duitse componist en organist. Hij heeft het grootste deel van zijn muziekcarrière doorgebracht aan het hof te Weimar, maar is vooral bekend geworden als leerling van Johann Sebastian Bach.

## Levensloop
Johann Caspar Vogler werd in 1696 geboren als zoon van Nicolaus Christoph Vogler, een molenaar in Hausen. Als tienjarige kreeg Johann Caspar muziekles in Arnstadt van Johann Sebastian Bach. Hierna volgde hij in Rudolstadt nog lessen bij Philipp Heinrich Erlebach en Nicolaus Vetter. Van 1610 tot 1615 was hij opnieuw in de leer bij Bach, maar nu in Weimar. In deze periode kopieerde Vogler in opdracht van Bach de twee orgelboeken van Jacques Boyvin. Bach zou Vogler omschrijven als een van zijn beste orgelstudenten. 
In 1715 kreeg Vogler een aanstelling als organist in Stadtilm.
Vanaf 19 mei 1721 was Vogler organist aan het hof van Weimar. Hij zou hier tot zijn dood werkzaam blijven. Hij deed in 1729 nog wel twee pogingen om elders als organist aan de slag te gaan. Zo solliciteerde hij bij de Nikolaikirche in Leipzig, maar hij zou de muziek te snel hebben gespeeld, waardoor de aanwezige kerkgangers in verwarring waren gebracht. De Nikolaikirche gaf vervolgens de baan aan Johann Schneider, een van Bachs leerlingen. Voglers volgende sollicitatie betrof de Sint-Petrus en Pauluskerk in Görlitz, maar hier verloor hij van David Nicolai, eveneens een leerling van Bach.
In 1735 wist Vogler de aanstelling als organist van de Marktkirche in Hannover te verkrijgen. Zijn werkgever in Weimar, hertog Ernst August, gaf hem echter geen toestemming om te vertrekken. Vogler kon Weimar dus niet verlaten. De hertog benoemde hem ter compensatie tot vice-burgemeester van Weimar en twee jaar later tot volwaardig burgemeester.

## Werken
Van Voglers composities zijn slechts drie werken bewaard gebleven. Het gaat om orgelkoralen die opvallen door hun uitgewerkte stijl, waarbij de invloed van zijn leermeester Bach duidelijk hoorbaar is. De koraal Jesu Leiden, Pein und Tod vindt zelfs zijn inspiratie in Bachs orgelbewerking van O Mensch, bewein dein Sünde gross (BWV622). De andere twee koralen - Schmücke dich, o liebe Seele en Machs mit mir Gott nach deiner Gütz - zijn in 1737 door Vogler zelf in Weimar uitgegeven onder de naam Vermischte Musikalische Choral-Gedanken.
Het is bekend dat Vogler ook een Marcuspassie heeft gecomponeerd, maar daar is niets van bewaard gebleven.
Als kopiist was Vogler ook verantwoordelijk voor het uitwerken van diverse werken van Bach. Een daarvan zijn de prelude en fughetta BWV870a, waarbij Vogler ook de vingerzetting heeft genoteerd.